# Classe Dupuy de Lôme
La classe Dupuy de Lôme fu una classe di sommergibili della marina militare francese, composta da due unità (Dupuy de Lôme e Sané) entrate in servizio nel 1916 durante la prima guerra mondiale. Si trattava di una delle tante classi di unità subacquee della marina francese, dotate di motori a vapore per la navigazione in superficie a ben 17 nodi, mentre quelli elettrici erano capaci di farla arrivare a 11 nodi sott'acqua.
La classe e la nave capoclasse portano il nome dell'ingegnere del genio navale Henri Dupuy de Lôme (1816-1885), è la seconda nave della Marine nationale a portare questo nome, la prima fu l'incrociatore corazzato Dupuy de Lôme (1890-1910) e la terza la nave spia Dupuy de Lôme (A 759).